# Lucien Rebatet
Lucien Rebatet (Moras-en-Valloire, 15 novembre 1903 – Moras-en-Valloire, 24 agosto 1972) è stato uno scrittore e giornalista francese, critico musicale e cinematografico. Dopo la condanna a morte seguita alla Liberazione della Francia, seguirono anni di detenzione. Abbandonò la vita di polemista: si consacrò alla carriera di critico cinematografico e scrittore, pubblicando il suo capolavoro, Les Deux Étendards, nel 1951.

## Biografia
Figlio di un notaio, abbandonò gli studi di Diritto all'università di Lione, e in seguito di Lettere alla Sorbona. 

### 1929 - 1940: la nascita di una vocazione fascista
Nel 1929 entra, in qualità di critico musicale, nel giornale nazionalista e monarchico l'Action française, debuttando con lo pseudonimo di François Vinneuil. Nel 1932 diventa giornalista presso Je suis partout, una rivista che si dichiara fascista, dove il suo stile e le sue convinzioni si rafforzarono. Nel 1933 sposò Véronique Popovici a Galați, in Romania.
Firma degli articoli come Le Cinéma par ceux qui le font (Il cinema per coloro che lo fanno), Les Étrangers en France. L'invasion (Gli stranieri in Francia. L'invasione), Les Émigrés politiques en France (Gli emigrati politici in Francia). Accoglie con entusiasmo l'uscita del pamphlet di Céline Bagatelles pour un Massacre perché Rebatet si rivela un virulento antisemita. Oltre agli Ebrei, attacca ferocemente il comunismo, la democrazia e la Chiesa (il che non gli impedisce di proclamare la sua fede in Dio e la sua ammirazione per il generale Francisco Franco), e, dopo inchieste in Germania e in Italia, si proclama fascista.

### 1940 - 1944: l'apologia del collaborazionismo
Richiamato alle armi nel gennaio del 1940, Lucien Rebatet viene congedato in luglio, e lo si ritrova a Vichy con Pétain, dove lavora alla radio. Ritornato a Parigi in ottobre, dopo un passaggio al giornale Le Cri du Peuple di Jacques Doriot, collabora al quotidiano L'Union française, e ritorna nel 1941 a Je suis partout, divenuto il principale giornale collaborazionista e antisemita sotto l'Occupazione nazista della Francia. Firma Les Tribus du Cinéma et du Théâtre e Le Bolchévisme contre la Civilisation.
Nel 1942 pubblica Les Décombres (Le Macerie), un feroce pamphlet dove esplicita il suo antisemitismo , e indica come responsabili dello sfacelo del 1940 gli ebrei, i politici della III Repubblica e i militari. Nemmeno i rappresentanti del governo di Vichy vengono risparmiati. Vi spiega che la sola via d'uscita per la Francia è quella di impegnarsi a fondo nella collaborazione con la Germania nazista. È un gran successo sotto l'Occupazione (tiratura stimata in 65.000 copie).
Dopo lo sbarco alleato in Normandia, annuncia in un articolo del 30 giugno 1944 di essersi arruolato nella Milice française, prima di dimettersi a seguito di un disaccordo coi suoi vertici.
Pubblica il 28 luglio 1944 il suo ultimo articolo, dal titolo «Fidélité au National-socialisme» (Fedeltà al Nazional-socialismo). Ma 	L'État Français, la repubblica di Pétain, crolla, per cui bisogna fuggire in Germania. Come tanti altri collaborazionisti del governo di Vichy, tra cui lo scrittore Louis-Ferdinand Céline, Rebatet si rifugia a Sigmaringen, in Germania.

### 1945 - 1953: i lavori forzati
Alla fine della guerra, viene arrestato l'8 maggio 1945: Rebatet é processato il 18 novembre 1946 e condannato a morte, con i suoi beni confiscati. Il 12 aprile 1947 il nuovo Presidente della Repubblica lo grazia: viene inviato ai lavori forzati a vita a Clairvaux. Suo compagno di galera é Pierre-Antoine Cousteau. Durante la detenzione termina un romanzo iniziato a Sigmaringen: Les Deux Étendards fu pubblicato da Gallimard. Quest'opera, considerata di gran qualità, sarà in gran parte ignorata dalla critica. I protagonisti sono due giovani studenti, Régis e Michel, che si contendono una donna, Anne-Marie. Il primo farà il sacerdote, mentre il secondo rappresenta l'autore. La vicenda si sviluppa tra riflessioni filosofiche, teologiche ed ideologiche.
Liberato il 16 luglio 1952, viene inviato in un primo tempo agli arresti domiciliari.

### 1954 - 1972: una vita da scrittore
Lucien Rebatet ritorna a Parigi nel 1954. Un nuovo romanzo, Les Épis Mûrs, è piuttosto ben accolto. Il romanzo seguente, Margot l'enragée, rimarrà inedito, non essendone l'autore soddisfatto. Riprende la sua attività di giornalista e nel 1958 lavora per il settimanale Rivarol. Nel 1965, in occasione delle elezioni presidenziali, contro il Presidente De Gaulle, Rebatet sostiene al primo turno il candidato della destra Jean-Louis Tixier-Vignancour; poi, al secondo turno, François Mitterrand. Questa scelta è dovuta al suo inveterato antigollismo, ma anche alla fedeltà all'ideale europeo, tale che Rebatet è ormai pronto a transigere con la democrazia, la sola capace d'unificare l'Europa dopo la disfatta del fascismo. In seguito, diventa redattore di Valeurs actuelles. Fino alla fine resterà fedele al fascismo, benché sostenga sempre meno l'antisemitismo, data la legislazione in vigore (il decreto legge Marchandeu del 21 aprile 1939, che vietava la provocazione all'odio razziale, era stato rimesso in vigore nel 1944), ma anche per un mutato punto di vista sugli Ebrei: pur non rinnegando i suoi attacchi antisemiti negli anni precedenti al 1945, non può impedirsi di rispettare la nuova Nazione israeliana, in guerra contro gli Arabi.
Nel 1969 pubblica Une Histoire de la Musique, la sua opera meno politica e più conosciuta, che rimane tuttora un autentico libro di riferimento, benché i giudizi espressi tanto sui compositori che sulle opere siano spesso improntati alla soggettività del loro autore, in particolar modo per ciò che concerne la tradizione lirica francese (giudizi su Auber, Gounod, Thomas, Bizet, Reyer, Massenet, Saint-Saëns, Bruneau, Charpentier ecc., e in modo assai comprensibile da parte dell'autore su Meyerbeer e Halévy, che vede il suo capolavoro La Juive (L'ebrea) qualificato come "razzista" (il che non manca d'ironia).
Lucien Rebatet, oltre che critico musicale, con lo pseudonimo di François Vinneuil, fu anche un critico cinematografico.

## Critica
Nonostante la sua controversa biografia, la critica ha rivalutato la sua opera letteraria. George Steiner sostenne che Rebatet sia stato un grande scrittore, e che Les Deux Étendards in particolare meriti di essere considerato un romanzo importante nella storia della letteratura francese, testo che l'ex presidente francese François Mitterrand lo riteneva "uno spartiacque esistenziale", finendo elogiato anche da Antoine Blondin e Albert Camus. 

## Opere
- Le Diable à l’Hôtel Matignon, Éditions littéraires de France, Paris s.d. [ma 1938], 32 p.
- Le Bolchevisme contre la civilisation, Nouvelles Études françaises, Paris s.d. [1941], 47 p.
- Les Tribus du cinéma et du théâtre, coll. « Les Juifs en France », 4, Nouvelles Editions françaises, Paris 1941, 125 p.
- Les Décombres, Denoël, Paris 1942, 664 p.
- I due stendardi (Les Deux Étendards, 1951), traduzione di Marco Settimini, 2 voll., Prefazione di Stenio Solinas, Milano, Edizioni Settecolori, 2021, ISBN 978-88-969-8606-6. - II ed., Milano, Edizioni Medhelan, 2024, ISBN 979-12-816-7401-1.
- Non si fucila la domenica, traduzione di Giancarlo Rognoni, a cura di Simone Paliaga, Collana A lume spento, Milano-Udine, Mimesis, 2018, ISBN 978-88-575-4707-7. [testo apparso in Francia nel 1953; I edizione italiana, Le Pleiadi, 1981]
- Les Épis mûrs, Gallimard, Paris 1954, 295 p. [romanzo]
- À Jean Paulhan, coll. « Brimborions », 172, Dynamo-Pierre Aelberts, Liège 1968, 9 p.
- Une histoire de la musique, des origines à nos jours, Robert Laffont et Raymond Bourgine, Paris 1969, 668 p.
- Marcel Aymé, coll. « Brimborions », 184, Dynamo-Pierre Aelberts, Liège 1969, 11 p.,

### Pubblicazioni postume
- Les Mémoires d’un fasciste, 2 vol., 1 : Les Décombres, 1938-1940; vol. 2 : 1941-1947, Jean-Jacques Pauvert, Paris 1976, pp.610 e 267.
  - Memorie di un fascista, 1941-1947, a cura di Moreno Marchi, Roma, Settimo Sigillo, 1993.
- 11 novembre 1918, armistice, Éditions nationales, Liège 1982, 29 p.
- Céline soi-même, coll. « Céliniana », 4, Van Bagaden, s.l. [Bruxelles] 1987, 12 p.
- Lettre à Jean-André Faucher au sujet de l'« affaire Céline », coll. « Céliniana », 18, Van Bagaden, s.l. [Bruxelles] 1990, 8 p.
- Dialogue de vaincus. Prison de Clairvaux, janvier-décembre 1950, coll. « Histoire des idées », Berg international, Paris 1999, 288 p. [in collab. con Pierre-Antoine Cousteau]
- Les Juifs et l’antisémitisme, Éditions du Bon Temps, Paris 1999, 222 p. [raccolta di articoli di Je suis partout dal 15 aprile 1938 e il 17 febbraio 1939, con testi di d’Alain Laubreaux e Charles Lesca]
- Fidélité au national-socialisme et autres articles, 1935-1944, Éditions du Silex, s.l. 2002, 221 p. [raccolta di 24 testi e articoli apparsi in Je suis partout et Devenir tra febbraio 1935 e agosto 1944]
- Quatre ans de cinéma (1940-1944) Grez-sur-Loing, Pardès, 2010, 406 p. [raccolta di testi apparsi in Je suis partout]
- Journal d'un fasciste, 3 voll., 1 : 1952-1958, 2 : 1959-1962, 3 : 1963-1972, Éditions de l'Homme libre, 2020, 384, 416 e 528 p.

### Epistolari
- Lettres de prison adressées à Roland Cailleux, 1945-1952, Le Dilettante, Paris 1993, pp.279.
- Louis-Ferdinand Céline, Lettres à Lucien Rebatet, Gallimard, Paris 2005, pp.29.